# (17909) Nikhilshukla
(17909) Nikhilshukla (1999 FC35) – planetoida z pasa głównego asteroid okrążająca Słońce w ciągu 4,59 lat w średniej odległości 2,76 j.a. Odkryta 19 marca 1999 roku.